# Theodor Breiter
Carl Theodor Breiter (geboren 22. September 1824 in Dennewitz; gestorben 1. November 1908 in Hannover) war ein deutscher Lehrer, Schulrat und Altphilologe.

## Leben

### Werdegang
Theodor Breiter wurde 1824 als Sohn eines Pastors geboren. Er besuchte 1837 bis 1843 die Pforta und studierte an den Universitäten Halle und Berlin Philologie und Geschichte. Michaelis 1848 trat er seinen Dienst als Probekandidat am Gymnasium zum Grauen Kloster in Berlin an. Nach dem Probejahr wurde er Hilfslehrer am Gymnasium in Essen und 1852 ordentlicher Lehrer am Gymnasium in Hamm. Nachdem Breiter ab 1858 als Lehrer am Gymnasium Marienwerder tätig  war, wurde er 1860 Direktor des Gymnasiums in Marienburg und übernahm 1865 die Leitung des Marienwerder Gymnasiums.
Im Jahr 1869 wurde Breiter zum Provinzial-Schulrat der preußischen Provinz Hannover ernannt. Nebenamtlich war er zudem für Bückeburg im Fürstentum Schaumburg-Lippe tätig. Erst 1873 erhielt Breiter zur Unterstützung einen zweiten technischen Schulrat an die Seite gestellt.
Als Provinzial-Schulrat saß Theodor Breiter beispielsweise dem Prüfungskollegium vor, vor dem zum Beispiel der spätere Baubeamte Johann de Jonge 1891 seine mündliche Prüfung am Königliche Wilhelms-Gymnasium in Emden ablegte.
Am 2. September 1894 feierte er sein 50-jähriges Dienstjubiläum. Ostern 1904 trat er in den Ruhestand.
Neben seinem Doktortitel trug Theodor Breiter auch die Bezeichnungen Geheimer Regierungsrat und Provinzialschulrat. Er starb im Alter von 84 Jahren am 1. November 1908 in Hannover.

### Leistungen
Ähnlich wie Gustav Spieker für das Volksschulwesen hat Theodor Breiter für das Höhere Schulwesen vor allem „in der Übergangszeit enorm viel geleistet“. Beiden kamen ihre vielseitigen Interessen, umfassende Kenntnisse und „eiserner Fleiß“ zugute.
Wissenschaftlich hervorgetreten ist er vor allem durch seine Schriften zu dem römischen Autor Marcus Manilius.

## Schriften (Auswahl)
- De emendatione Manitii. Particula prior, quae est de codicibus (= Programm des Gymnasiums Hamm). Hamm 1854 (Digitalisat).
- Uebungsbuch zum Uebersetzen aus dem Griechischen in's Deutsche und aus dem Deutschen in's Griechische: für Anfänger, begründet von Friedrich Spieß, 4. berichtigte Auflage. Bädeker, Essen 1860; 8. nach der Neubearbeitung der 7. Auflage. Bädeker, Essen 1869.
- Beiträge zur Geschichte der alten lateinischen Schule in Marienburg. Marienburg 1864 (Digitalisat der Universitäts- und Landesbibliothek Düsseldorf).
- Zwei bei der Einführung des Direktors gehaltene Ansprachen (= Programm des Königlichen Gymnasium Georgianum zu Lingen). Lingen 1896; darin: Ansprache des Herrn Geheimen Regierungs- und Provinzialschulraths Dr. Breiter (Digitalisat der der Universitäts- und Landesbibliothek Düsseldorf).
- Die Planeten bei Manilius. In: Philologus 64, 1905, S. 154–158.
- M. Manilius: Astronomica Bd. 1 Carmina. Dieterich, Leipzig 1907; Bd. 2 Kommentar. Dieterich, Leipzig 1908 (Digitalisat).